# Lena Meyer-Landrut/Diskografie
Diese Diskografie ist eine Übersicht über die musikalischen Werke der deutschen Popsängerin Lena Meyer-Landrut. Den Schallplattenauszeichnungen zufolge verkaufte sie bisher mehr als 2,9 Millionen Tonträger. Ihre erfolgreichste Veröffentlichung ist die Single Satellite mit über 660.000 verkauften Einheiten.

## Alben

### Studioalben
| Jahr | Titel Musiklabel                         | Höchstplatzierung, Gesamtwochen, AuszeichnungChartplatzierungen (Jahr, Titel, Musiklabel, Platzierungen, Wochen, Auszeichnungen, Anmerkungen) | Höchstplatzierung, Gesamtwochen, AuszeichnungChartplatzierungen (Jahr, Titel, Musiklabel, Platzierungen, Wochen, Auszeichnungen, Anmerkungen) | Höchstplatzierung, Gesamtwochen, AuszeichnungChartplatzierungen (Jahr, Titel, Musiklabel, Platzierungen, Wochen, Auszeichnungen, Anmerkungen) | Höchstplatzierung, Gesamtwochen, AuszeichnungChartplatzierungen (Jahr, Titel, Musiklabel, Platzierungen, Wochen, Auszeichnungen, Anmerkungen) | Anmerkungen                                                |
| Jahr | Titel Musiklabel                         | DE | AT | CH | UK | Anmerkungen                                                |
| ---- | ---------------------------------------- | --- | --- | --- | --- | ---------------------------------------------------------- |
| 2010 | My Cassette Player Universal Music (UMG) | DE1 ×5Fünffachgold · (44 Wo.)DE | AT1 (18 Wo.)AT | CH3 (18 Wo.)CH | — | Erstveröffentlichung: 7. Mai 2010 Verkäufe: + 500.000      |
| 2011 | Good News Universal Music (UMG)          | DE1 Platin · (22 Wo.)DE | AT7 (11 Wo.)AT | CH15 (14 Wo.)CH | — | Erstveröffentlichung: 7. Februar 2011 Verkäufe: + 200.000  |
| 2012 | Stardust We Love Music (UMG)             | DE2 Gold · (22 Wo.)DE | AT14 (8 Wo.)AT | CH31 (1 Wo.)CH | — | Erstveröffentlichung: 12. Oktober 2012 Verkäufe: + 100.000 |
| 2015 | Crystal Sky We Love Music (UMG)          | DE2 Gold · (18 Wo.)DE | AT25 (2 Wo.)AT | CH40 (1 Wo.)CH | — | Erstveröffentlichung: 15. Mai 2015 Verkäufe: + 100.000     |
| 2019 | Only Love, L Polydor (UMG)               | DE2 (24 Wo.)DE | AT4 (10 Wo.)AT | CH14 (4 Wo.)CH | — | Erstveröffentlichung: 5. April 2019                        |
| 2024 | Loyal to Myself Polydor (UMG)            | DE5 (4 Wo.)DE | AT7 (1 Wo.)AT | CH78 (1 Wo.)CH | — | Erstveröffentlichung: 31. Mai 2024                         |

### EPs
| Jahr | Titel Musiklabel         | Anmerkungen                        |
| ---- | ------------------------ | ---------------------------------- |
| 2021 | Optimistic Polydor (UMG) | Erstveröffentlichung: 21. Mai 2021 |
| 2021 | Kind Polydor (UMG)       | Erstveröffentlichung: 25. Mai 2021 |
| 2021 | Confident Polydor (UMG)  | Erstveröffentlichung: 28. Mai 2021 |

## Singles

### Als Leadmusikerin
| Jahr | Titel Album                                           | Höchstplatzierung, Gesamtwochen, AuszeichnungChartplatzierungen (Jahr, Titel, Album, Platzierungen, Wochen, Auszeichnungen, Anmerkungen) | Höchstplatzierung, Gesamtwochen, AuszeichnungChartplatzierungen (Jahr, Titel, Album, Platzierungen, Wochen, Auszeichnungen, Anmerkungen) | Höchstplatzierung, Gesamtwochen, AuszeichnungChartplatzierungen (Jahr, Titel, Album, Platzierungen, Wochen, Auszeichnungen, Anmerkungen) | Höchstplatzierung, Gesamtwochen, AuszeichnungChartplatzierungen (Jahr, Titel, Album, Platzierungen, Wochen, Auszeichnungen, Anmerkungen) | Anmerkungen                                                                  | [↑]: gemeinsam behandelt mit vorhergehendem Eintrag; [←]: in beiden Charts platziert |
| Jahr | Titel Album                                           | DE | AT | CH | UK | Anmerkungen                                                                  |                                                                                      |
| --- | ----------------------------------------------------- | --- | --- | --- | --- | ---------------------------------------------------------------------------- | ------------------------------------------------------------------------------------ |
| 2010 | Satellite My Cassette Player                          | DE1 ×2Doppelplatin · (41 Wo.)DE | AT2 (24 Wo.)AT | CH1 Platin · (24 Wo.)CH | UK30 (3 Wo.)UK | Erstveröffentlichung: 13. März 2010 Verkäufe: + 665.000                      |                                                                                      |
| 2010 | Bee My Cassette Player                                | DE3 (13 Wo.)DE | AT26 (6 Wo.)AT | CH27 (3 Wo.)CH[UK: ↑] | UK30 (3 Wo.)UK | Erstveröffentlichung: 13. März 2010 auch B-Seite von Satellite               |                                                                                      |
| 2010 | Love Me My Cassette Player                            | DE4 (12 Wo.)DE | AT28 (8 Wo.)AT | CH39 (2 Wo.)CH[UK: ↑] | UK30 (3 Wo.)UK | Erstveröffentlichung: 13. März 2010 auch B-Seite von Satellite               |                                                                                      |
| 2010 | Touch a New Day My Cassette Player                    | DE13 (11 Wo.)DE | AT26 (7 Wo.)AT | — | — | Erstveröffentlichung: 2. August 2010                                         |                                                                                      |
| 2011 | Taken by a Stranger Good News                         | DE2 (18 Wo.)DE | AT18 (8 Wo.)AT | CH29 (2 Wo.)CH | — | Erstveröffentlichung: 22. Februar 2011                                       |                                                                                      |
| 2011 | What a Man Good News (Platin-Edition)                 | DE21 (4 Wo.)DE | — | — | — | Erstveröffentlichung: 2. September 2011 Original: Linda Lyndell              |                                                                                      |
| 2012 | Stardust                                              | DE2 Gold · (26 Wo.)DE | AT14 (20 Wo.)AT | CH74 (1 Wo.)CH | — | Erstveröffentlichung: 7. September 2012 Verkäufe: + 150.000                  |                                                                                      |
| 2013 | Neon (Lonely People) Stardust                         | DE38 (4 Wo.)DE | — | — | — | Erstveröffentlichung: 15. März 2013                                          |                                                                                      |
| 2013 | Mr. Arrow Key Stardust                                | DE46 (4 Wo.)DE | — | — | — | Erstveröffentlichung: 17. Mai 2013                                           |                                                                                      |
| 2015 | Traffic Lights Crystal Sky                            | DE14 Gold · (21 Wo.)DE | AT48 (14 Wo.)AT | — | — | Erstveröffentlichung: 1. Mai 2015 Verkäufe: + 200.000                        |                                                                                      |
| 2015 | We Roam Crystal Sky                                   | — | — | — | — | Erstveröffentlichung: 8. Mai 2015                                            |                                                                                      |
| 2015 | Wild & Free Crystal Sky                               | DE8 Gold · (29 Wo.)DE | AT21 (30 Wo.)AT | CH37 (1 Wo.)CH | — | Erstveröffentlichung: 11. September 2015 Verkäufe: + 200.000                 |                                                                                      |
| 2016 | Beat to My Melody Crystal Sky                         | — | — | — | — | Erstveröffentlichung: 1. April 2016                                          |                                                                                      |
| 2017 | Lost in You –                                         | DE58 (1 Wo.)DE | AT72 (1 Wo.)AT | — | — | Erstveröffentlichung: 14. April 2017                                         |                                                                                      |
| 2017 | If I Wasn’t Your Daughter Only Love, L                | DE35 (4 Wo.)DE | AT54 (2 Wo.)AT | CH31 (3 Wo.)CH | — | Erstveröffentlichung: 6. Juni 2017                                           |                                                                                      |
| 2018 | Sólo contigo –                                        | — | — | — | — | Erstveröffentlichung: 22. Juni 2018 mit Topic & Juan Magán                   |                                                                                      |
| 2018 | Thank You Only Love, L                                | DE40 Gold · (19 Wo.)DE | AT50 (9 Wo.)AT | — | — | Erstveröffentlichung: 16. November 2018 Verkäufe: + 200.000                  |                                                                                      |
| 2019 | Don’t Lie to Me Only Love, L                          | DE30 Gold · (16 Wo.)DE | AT39 (6 Wo.)AT | — | — | Erstveröffentlichung: 15. März 2019 Verkäufe: + 200.000                      |                                                                                      |
| 2019 | Sex in the Morning Only Love, L                       | — | — | — | — | Erstveröffentlichung: 29. März 2019 feat. Ramz                               |                                                                                      |
| 2019 | Better Only Love, L (More Love Edition) • Nico Santos | DE15 Platin · (26 Wo.)DE | AT17 Gold · (20 Wo.)AT | CH89 (5 Wo.)CH | — | Erstveröffentlichung: 16. August 2019 Verkäufe: + 415.000; mit Nico Santos   |                                                                                      |
| 2021 | Strip Loyal to Myself                                 | DE70 (13 Wo.)DE | — | — | — | Erstveröffentlichung: 4. Juni 2021                                           |                                                                                      |
| 2022 | Looking for Love Loyal to Myself                      | DE— aDE | — | — | — | Erstveröffentlichung: 23. Juni 2022                                          |                                                                                      |
| 2022 | Life was a Beach Loyal to Myself                      | — | — | — | — | Erstveröffentlichung: 30. September 2022                                     |                                                                                      |
| 2023 | What I Want Loyal to Myself                           | — | — | — | — | Erstveröffentlichung: 16. Juni 2023                                          |                                                                                      |
| 2023 | Straitjacket Loyal to Myself                          | — | — | — | — | Erstveröffentlichung: 27. Oktober 2023                                       |                                                                                      |
| 2024 | Loyal to Myself                                       | — | — | — | — | Erstveröffentlichung: 15. März 2024                                          |                                                                                      |
| 2024 | Drug Worth Doing Loyal to Myself                      | — | — | — | — | Erstveröffentlichung: 17. Mai 2024                                           |                                                                                      |
| 2024 | Let Me Dream Loyal to Myself                          | — | — | — | — | Erstveröffentlichung: 27. Mai 2024                                           |                                                                                      |
| Folgende Lieder erschienen nicht als Single, wurden aber durch das Album zum Download und Streaming bereitgestellt und konnten somit eine Platzierung erlangen: |                                                       | | | | |                                                                              |                                                                                      |
| |                                                       | | | | |                                                                              |                                                                                      |
| 2011 | Push Forward Good News                                | DE15 (4 Wo.)DE | — | — | — | Charteinstieg: 4. März 2011                                                  |                                                                                      |
| 2011 | Maybe Good News                                       | DE53 (2 Wo.)DE | — | — | — | Charteinstieg: 4. März 2011                                                  |                                                                                      |
| 2011 | A Million and One Good News                           | DE55 (1 Wo.)DE | — | — | — | Charteinstieg: 4. März 2011                                                  |                                                                                      |
| 2011 | Mama Told Me Good News                                | DE58 (1 Wo.)DE | — | — | — | Charteinstieg: 4. März 2011                                                  |                                                                                      |
| 2012 | Time –                                                | DE52 (1 Wo.)DE | — | — | — | Charteinstieg: 5. Oktober 2012 B-Seite von Stardust; Original: Ben’s Brother |                                                                                      |

### Als Gastmusikerin
| Jahr | Titel Album                                            | Höchstplatzierung, Gesamtwochen, AuszeichnungChartplatzierungen (Jahr, Titel, Album, Platzierungen, Wochen, Auszeichnungen, Anmerkungen) | Höchstplatzierung, Gesamtwochen, AuszeichnungChartplatzierungen (Jahr, Titel, Album, Platzierungen, Wochen, Auszeichnungen, Anmerkungen) | Höchstplatzierung, Gesamtwochen, AuszeichnungChartplatzierungen (Jahr, Titel, Album, Platzierungen, Wochen, Auszeichnungen, Anmerkungen) | Höchstplatzierung, Gesamtwochen, AuszeichnungChartplatzierungen (Jahr, Titel, Album, Platzierungen, Wochen, Auszeichnungen, Anmerkungen) | Anmerkungen                                                                                |
| Jahr | Titel Album                                            | DE | AT | CH | UK | Anmerkungen                                                                                |
| ---- | ------------------------------------------------------ | --- | --- | --- | --- | ------------------------------------------------------------------------------------------ |
| 2011 | Satellite (Rockabilly-Version) –                       | DE24 (2 Wo.)DE | — | — | — | Erstveröffentlichung: 14. Mai 2011 Stefan Raab feat. Lena                                  |
| 2013 | Revolution Hits Total 2013 (Sampler)                   | DE63 (1 Wo.)DE | — | — | — | Erstveröffentlichung: 11. Oktober 2013 Dicks on Fire feat. Lena                            |
| 2017 | Lang lebe die Gang –                                   | — | — | — | — | Erstveröffentlichung: 27. August 2017 Genetikk feat. Lena                                  |
| 2023 | Tabu RMX –                                             | DE— bDE | AT— bAT | CH— bCH | — | Erstveröffentlichung: 7. Juli 2023 Yung Yury feat. Niklas Dee, Lena & Luca-Dante Spadafora |
| 2024 | Lass es Rosen für mich regnen (Live) Live in Bielefeld | — | — | — | — | Erstveröffentlichung: 17. Oktober 2024 Casper feat. Lena & Provinz                         |

## Videoalben und Musikvideos

### Videoalben
| Jahr | Titel Musiklabel                     | Anmerkungen                                                              |
| ---- | ------------------------------------ | ------------------------------------------------------------------------ |
| 2011 | Good News Live Universal Music (UMG) | Erstveröffentlichung: 9. Mai 2011 Verkäufe werden Good News hinzuaddiert |

### Musikvideos
| Jahr | Titel                     | Regisseur(e)                                                           |
| ---- | ------------------------- | ---------------------------------------------------------------------- |
| 2010 | Satellite                 | Frank Paul Husmann, Manfred Winkens                                    |
| 2010 | Touch a New Day           | Marten Persiel                                                         |
| 2011 | Taken by a Stranger       | Wolf Gresenz                                                           |
| 2011 | What a Man                | Wolf Gresenz                                                           |
| 2012 | Stardust                  | Bode Brodmüller                                                        |
| 2013 | Crazy                     | Andreas Z. Simon                                                       |
| 2013 | Neon (Lonely People)      | Bode Brodmüller                                                        |
| 2013 | Mr. Arrow Key             | Sandra Ludewig                                                         |
| 2013 | Revolution                |                                                                        |
| 2015 | Traffic Lights            | Julian Ticona Cuba                                                     |
| 2015 | Catapult                  | Shawn Bu, Vi-Dan Tran                                                  |
| 2015 | Home                      | Shawn Bu, Vi-Dan Tran                                                  |
| 2015 | Wild & Free               | Vi-Dan Tran                                                            |
| 2016 | Beat to My Melody         | Vi-Dan Tran                                                            |
| 2017 | If I Wasn’t Your Daughter | Vi-Dan Tran                                                            |
| 2017 | Lang lebe die Gang        | Gerrit Piechowski                                                      |
| 2018 | Thank You                 | Mario Clement (Musikvideo, 2018) Marvin Ströter (Akustikversion, 2019) |
| 2019 | Don’t Lie to Me           | Paul Ripke (Musikvideo) Marvin Ströter (Akustikversion)                |
| 2019 | Boundaries                | Björn Dunne                                                            |
| 2019 | Love                      | Henrik Alm                                                             |
| 2019 | Better                    | PLUG                                                                   |
| 2019 | Skinny Bitch              | Paul Hüttemann (Musikvideo) Marvin Ströter (Akustikversion)            |
| 2021 | Strip                     | Stini Roehrs                                                           |
| 2022 | Looking for Love          | Maximilian Pauly                                                       |
| 2022 | Life was a Beach          | Eric Nagel                                                             |
| 2023 | What I Want               | Felix Aaron                                                            |
| 2023 | Tabu RMX                  | Philip Wieneke                                                         |
| 2023 | Straitjacket              | Vincent Boehringer                                                     |
| 2024 | Loyal to Myself           | Adam Munnings                                                          |
| 2024 | Good Again                | Alena Shevchenko                                                       |

## Sonderveröffentlichungen

### Alben
| Jahr | Titel Musiklabel                                   | Anmerkungen                                                     |
| ---- | -------------------------------------------------- | --------------------------------------------------------------- |
| 2015 | My Cassette Player/Good News Universal Music (UMG) | Erstveröffentlichung: 6. November 2015 Teil der „2-for-1“-Reihe |

### Lieder
| Jahr | Titel Album                                                      | Anmerkungen                                                         |
| ---- | ---------------------------------------------------------------- | ------------------------------------------------------------------- |
| 2022 | Lass es Rosen für mich regnen Alles war schön und nichts tat weh | Erstveröffentlichung: 25. Februar 2022 Casper feat. Provinz & Lena  |
| 2022 | Immer für dich da Boom Schakkalakka                              | Erstveröffentlichung: 26. August 2022 Dikka feat. Lena              |
| 2023 | Timeline Insomnia                                                | Erstveröffentlichung: 17. März 2023 Trettmann feat. Lena            |
| 2024 | Lass es Rosen für mich regnen (Live) Live in Bielefeld           | Erstveröffentlichung: 13. Dezember 2024 Casper feat. Lena & Provinz |

| Jahr | Titel Album                                                                     | Anmerkungen                                                                                   |
| ---- | ------------------------------------------------------------------------------- | --------------------------------------------------------------------------------------------- |
| 2012 | Seeräuberopa Fabian Giraffenaffen                                               | Erstveröffentlichung: 9. November 2012 Original: Pippi Langstrumpf                            |
| 2013 | Crazy Dein Song 2013                                                            | Erstveröffentlichung: 22. März 2013 mit Sydney Eggleston                                      |
| 2013 | Revolution Hits Total 2013                                                      | Erstveröffentlichung: 11. Oktober 2013 Dicks on Fire feat. Lena                               |
| 2014 | Schlaft alle Giraffenaffen 3                                                    | Erstveröffentlichung: 14. November 2014                                                       |
| 2014 | A Whole New World I Love Disney                                                 | Erstveröffentlichung: 28. November 2014 feat. Richard Istel Original: Brad Kane & Lea Salonga |
| 2017 | Bert, oh Bert Sesamstraße präsentiert – Ernie und Bert singen mit Stars         | Erstveröffentlichung: 27. Januar 2017 mit Ernie & Bert; Original: Lena – Satellite            |
| 2017 | Break Free Sing meinen Song – Das Tauschkonzert Vol. 4                          | Erstveröffentlichung: 9. Juni 2017 Original: The BossHoss                                     |
| 2017 | Du liebst mich nicht Sing meinen Song – Das Tauschkonzert Vol. 4                | Erstveröffentlichung: 9. Juni 2017 Original: Sabrina Setlur                                   |
| 2017 | Durch die Nacht Sing meinen Song – Das Tauschkonzert Vol. 4                     | Erstveröffentlichung: 30. Mai 2017 Original: Silbermond                                       |
| 2017 | Mama Sing meinen Song – Das Tauschkonzert Vol. 4                                | Erstveröffentlichung: 9. Juni 2017 Original: The Kelly Family                                 |
| 2017 | Natalie Sing meinen Song – Das Tauschkonzert Vol. 4                             | Erstveröffentlichung: 9. Juni 2017 Original: Mark Forster                                     |
| 2017 | Superior Sing meinen Song – Das Tauschkonzert Vol. 4                            | Erstveröffentlichung: 9. Juni 2017 Original: Gentleman                                        |
| 2017 | All I Want for Christmas Is You Sing meinen Song – Das Weihnachtskonzert Vol. 4 | Erstveröffentlichung: 28. November 2017 Original: Mariah Carey                                |
| 2017 | Carol of the Bells Sing meinen Song – Das Weihnachtskonzert Vol. 4              | Erstveröffentlichung: 28. November 2017 Original: The Bird and the Bee                        |

| Jahr | Titel Soundtrack zu                                                    | Anmerkungen                                                                                    |
| ---- | ---------------------------------------------------------------------- | ---------------------------------------------------------------------------------------------- |
| 2010 | Touch a New Day Sammys Abenteuer – Die Suche nach der geheimen Passage | Erstveröffentlichung: 29. Oktober 2010                                                         |
| 2011 | What a Man                                                             | Erstveröffentlichung: 26. August 2011                                                          |
| 2015 | Wild & Free Fack ju Göhte 2                                            | Erstveröffentlichung: 11. September 2015                                                       |
| 2016 | Regenbogen Trolls                                                      | Erstveröffentlichung: 30. September 2016 mit Mark Forster Original: Cyndi Lauper – True Colors |

### Videoalben
| Jahr | Titel Musiklabel                                                  | Anmerkungen                                                                             |
| ---- | ----------------------------------------------------------------- | --------------------------------------------------------------------------------------- |
| 2010 | My Cassette Player (Limited Platin Edition) Universal Music (UMG) | Erstveröffentlichung: 26. November 2010 Verkäufe werden My Cassette Player hinzuaddiert |
| 2012 | Stardust (Limited Deluxe Edition) We Love Music (UMG)             | Erstveröffentlichung: 12. Oktober 2012 Verkäufe werden Stardust hinzuaddiert            |
| 2015 | Crystal Sky (Limited Fan Box) We Love Music (UMG)                 | Erstveröffentlichung: 15. Mai 2015 Verkäufe werden Crystal Sky hinzuaddiert             |

## Promoveröffentlichungen
| Jahr | Titel Album                                                           | Anmerkungen                                                                                       |
| ---- | --------------------------------------------------------------------- | ------------------------------------------------------------------------------------------------- |
| 2011 | Who’d Want to Find Love Good News (Platin Edition)                    | Erstveröffentlichung: 25. Mai 2011                                                                |
| 2012 | To the Moon Stardust                                                  | Erstveröffentlichung: 5. Oktober 2012                                                             |
| 2012 | Asap Stardust                                                         | Erstveröffentlichung: 6. Oktober 2012 feat. Miss Li                                               |
| 2012 | Pink Elephant Stardust                                                | Erstveröffentlichung: 7. Oktober 2012                                                             |
| 2016 | Closer –                                                              | Erstveröffentlichung: 9. Dezember 2016 als halloleni feat. Nico Santos Original: The Chainsmokers |
| 2017 | Durch die Nacht Sing meinen Song – Das Tauschkonzert Vol. 4 (Sampler) | Erstveröffentlichung: 30. Mai 2017 Original: Silbermond                                           |
| 2019 | Just You and I –                                                      | Erstveröffentlichung: 9. Mai 2019 Tom Walker feat. Lena                                           |
| 2024 | Lass es Rosen regnen (Live) Live in Bielefeld                         | Erstveröffentlichung: 17. Oktober 2024 Casper feat. Lena & Provinz                                |

## Hörspiele und Hörbücher
| Jahr | Titel Projekt                                                                                                 | Anmerkungen                                                                       |
| ---- | --- | --------------------------------------------------------------------------------- |
| 2010 | Sammys Abenteuer Hörbuch nach dem gleichnamigen Animationsfilm                                                | Erstveröffentlichung: 29. Oktober 2010 Stimme der Shelley                         |
| 2013 | Giraffenaffen – Die Schatzsuche Hörspiel von Cally Stronk und Steffen Herzberg                                | Erstveröffentlichung: 1. Oktober 2013 Stimme von Nicki, Luca und einer Kiwiameise |
| 2013 | Giraffenaffen – Wir sind da Hörspiel von Cally Stronk und Steffen Herzberg                                    | Erstveröffentlichung: 4. Oktober 2013 Stimme von Nicki, Luca und einer Kiwiameise |
| 2014 | Tarzan – Das Original-Hörspiel zum Kinofilm Hörspiel nach dem gleichnamigen Animationsfilm                    | Erstveröffentlichung: 21. Februar 2014 Stimme der Jane Porter                     |
| 2016 | Trolls – Das Original-Hörspiel zum Kinofilm Hörspiel nach dem gleichnamigen Animationsfilm                    | Erstveröffentlichung: 21. Oktober 2016 Stimme der Poppy                           |
| 2019 | Willkommen im Wunder Park – Das Original-Hörspiel zum Kinofilm Hörspiel nach dem gleichnamigen Animationsfilm | Erstveröffentlichung: 12. April 2019 Stimme der June                              |

## Statistik

### Chartauswertung
|                     | DE    | AT    | CH    | UK    |
| ------------------- | ----- | ----- | ----- | ----- |
| Nummer-eins-Alben   | DE2DE | AT1AT | CH—CH | UK—UK |
| Top-10-Alben        | DE6DE | AT4AT | CH1CH | UK—UK |
| Alben in den Charts | DE6DE | AT6AT | CH6CH | UK—UK |

|                       | DE     | AT     | CH    | UK    |
| --------------------- | ------ | ------ | ----- | ----- |
| Nummer-eins-Singles   | DE1DE  | AT—AT  | CH1CH | UK—UK |
| Top-10-Singles        | DE6DE  | AT1AT  | CH1CH | UK—UK |
| Singles in den Charts | DE24DE | AT13AT | CH8CH | UK1UK |

### Auszeichnungen für Musikverkäufe
| Goldene Schallplatte - Dänemark - 2012: für die Single Satellite - Schweden - 2010: für die Single Satellite |

Anmerkung: Auszeichnungen in Ländern aus den Charttabellen bzw. Chartboxen sind in ebendiesen zu finden.
| Land/RegionAuszeichnungen für Musikverkäufe (Land/Region, Auszeichnungen, Verkäufe, Quellen) | Gold       | Platin     | Verkäufe  | Quellen              |
| -------------------------------------------------------------------------------------------- | ---------- | ---------- | --------- | -------------------- |
| Dänemark (IFPI)                                                                              | Gold1      | —          | 15.000    | ifpi.dk              |
| Deutschland (BVMI)                                                                           | 8× Gold8   | 6× Platin6 | 2.850.000 | musikindustrie.de    |
| Österreich (IFPI)                                                                            | Gold1      | —          | 15.000    | ifpi.at              |
| Schweden (IFPI)                                                                              | Gold1      | —          | 20.000    | sverigetopplistan.se |
| Schweiz (IFPI)                                                                               | —          | Platin1    | 30.000    | hitparade.ch         |
| Insgesamt                                                                                    | 11× Gold11 | 7× Platin7 |           |                      |